# Lubefu
Lubefu este un oraș în  provincia Kasai-Oriental, Republica Democrată Congo. În 2012 avea o populație de 2 136 de locuitori, iar în 2004 avea 1 692.